# Kvalserien till Elitserien i ishockey 1996
Kvalserien till Elitserien i ishockey 1996 spelades 27 mars-8 april 1996 för att avgöra vilka lag som skulle få spela i Elitserien nästa säsong. Kvalserien bestod av fyra lag och spelades i sex omgångar. Två lag från Elitserien, Brynäs och Rögle BK, hade deltagit i Allsvenskan under våren. De placerade sig etta och två och möttes i en final som Södertälje vann, vilket gav dem en plats i Elitserien nästa säsong. Brynäs som förlorat finalen fick en plats i Kvalserien. Division I-lagen Troja, Södertälje och Björklöven hade kvalificerat sig för Kvalserien genom att vinna playoff. Brynäs vann kvalserien och platsen i Elitserien nästa säsong vilket innebar att inga Division I-lag flyttades upp denna säsong.

## Slutställning
| Nr | Lag              | S | V | O | F | GM | IM | MS  | P |
| -- | ---------------- | - | - | - | - | -- | -- | --- | - |
| 1  | Brynäs IF        | 6 | 4 | 1 | 1 | 26 | 13 | +13 | 9 |
| 2  | IF Troja-Ljungby | 6 | 3 | 2 | 1 | 28 | 21 | +7  | 8 |
| 3  | Rögle BK         | 6 | 0 | 4 | 2 | 13 | 22 | −9  | 4 |
| 4  | IF Björklöven    | 6 | 0 | 3 | 3 | 15 | 26 | −11 | 3 |